# کانتیننتال ایلینوی
کانتیننتال ایلینوی (انگلیسی: Continental Illinois) شرکت سرمایه‌گذاری آمریکایی است، که در سال ۱۹۱۰ تأسیس شد.